# Sabri Raheel
Sabri Raheel (tiếng Ả Rập: صبري رحيل) (sinh ngày 2 tháng 10 năm 1987) là một cầu thủ bóng đá người Ai Cập thi đấu ở vị trí left-back cho đội bóng tại Giải bóng đá ngoại hạng Ai Cập Al Ahly. Anh cũng thi đấu cho kình địch của Al Ahly là Zamalek SC.
Ngày 30 tháng 8 năm 2014, anh ra mắt quốc tế khi đá chính trước Đội tuyển bóng đá quốc gia Kenya và thi đấu hết trận.